# Antheua lignosa
Antheua lignosa är en fjärilsart som beskrevs av Walker 1856. Antheua lignosa ingår i släktet Antheua och familjen tandspinnare. Inga underarter finns listade i Catalogue of Life.